# Laurence Tieleman
Laurence Tieleman (Bruselas, 14 de noviembre de 1972) es un extenista profesional italiano. Su mejor ranking individual fue el Nº76 alcanzado el 26 de abril de 1999.